# سرنالیا دلا باتالیا
سرنالیا دلا باتالیا (به ایتالیایی: Sernaglia della Battaglia) یک کومونه در ایتالیا است که در استان ترویزو واقع شده‌است. سرنالیا دلا باتالیا ۲۰٫۲ کیلومتر مربع مساحت و ۶٬۱۷۱ نفر جمعیت دارد و ۱۱۹ متر بالاتر از سطح دریا واقع شده‌است.